# Lucas Kilian
Pour les articles homonymes, voir Kilian.
Lucas Kilian ou Lukas Kilian, né en 1579 à Augsbourg et mort le 27 mars 1637 dans la même ville, est un graveur allemand.

## Biographie
Lucas Kilian, naît en 1579 à Augsbourg, de Bartholomäus Kilian (dit l'Ancien), habile orfèvre. Ayant perdu son père en 1588, il trouve dans Dominicus Custos, qui avait épousé sa mère, un second père. Après lui avoir enseigné avec beaucoup de soin le dessin et la gravure, Dominicus Custos envoie son fils adoptif en Italie.

### Italie
Parti pour l'Italie en 1601, Lucas va de ville en ville, réalisant principalement des gravures de reproduction. Il est à Venise en 1602-1603, où il grave plusieurs tableaux de Paul Véronèse, du Tintoret, et de Palma Vecchio.

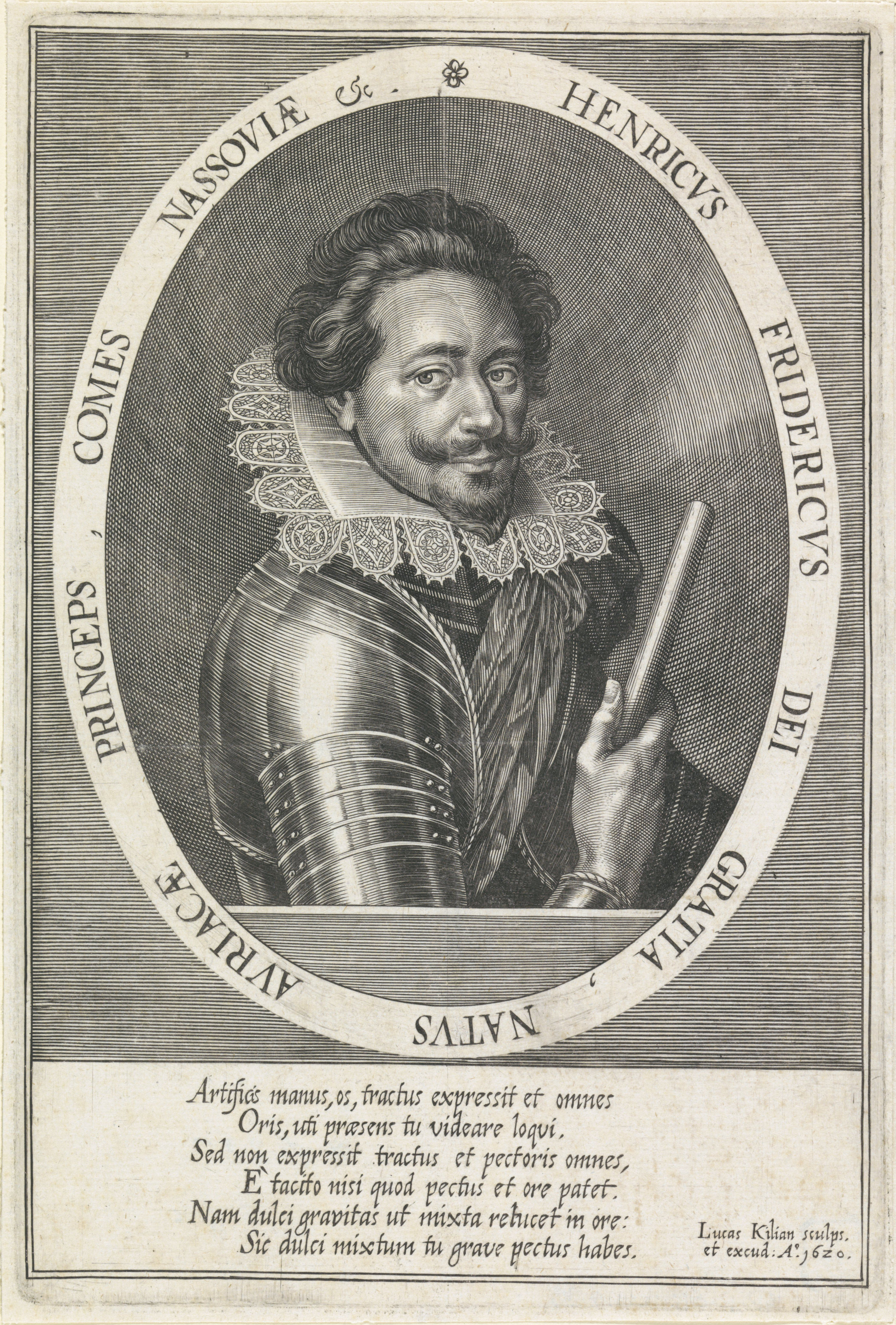
Portrait de Frédéric-Henri d'Orange-Nassau, prince de Nassau (1620, Rijksmuseum Amsterdam).

### Retour à Augsbourg
En 1604 il retourne à Augsbourg. La même année, il épouse Barbara Miller (morte en 1620) puis épouse cette année en secondes noces, Magdalena Hartberg. Converti au protestantisme en 1611, il est élu au conseil municipal d'Augsbourg. Il entame alors sa longue et remarquable carrière de portraitiste.

### Livourne
La position politique influente de Lucas Kilian lui donne des contacts culturels et des occasions de voyager. Une esquisse à la plume pour un projet de monument suggère une visite à Livourne après l'inauguration du monument des Médicis par Pietro Tacca en 1624.

### Dernières années
En 1632, le roi Gustavus Adolphus de Suède nomme Lucas Kilian membre du Conseil protestant après la prise d'Augsbourg ; en 1635, cependant, lorsque la ville tombe aux mains des forces impériales, Lucas est appelé à Wallerstein pour graver un grand portrait équestre de l’Empereur Ferdinand II pendant la guerre du Nord, montrant la ville assiégée d'Augsbourg en arrière-plan dans un genre propagandiste rendu populaire par Rubens.
Lucas Kilian meurt le 27 mars 1637 dans sa ville natale.

## Critique
Lucas Kilian est doué d'une très grande facilité ; parmi les nombreux portraits qu'il grave, plusieurs auraient été faits en quatre jours. Le burin de cet artiste est vigoureux, mais il lui est reproché trop de manière et un manque de pureté dans le dessin de ses contours. Quoi qu'il en soit, cet artiste est un de ceux qui font le plus d'honneur à l'école allemande.

## Œuvres

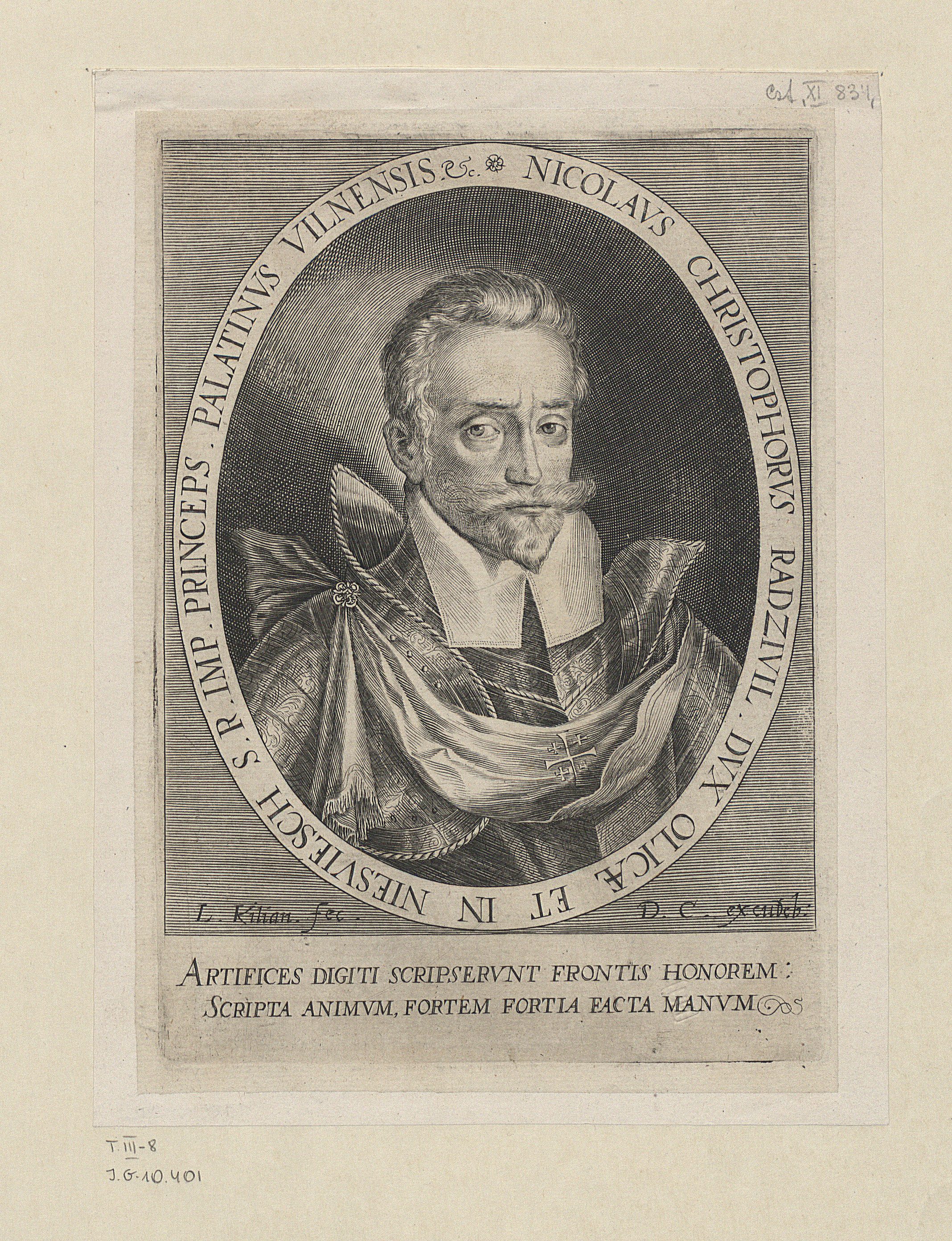
Portrait de Nicolas Christophe Radziwiłł (entre 1610 et 1637, bibliothèque nationale de Pologne).

Nagler énumère quatre-vingt-dix gravures dues à son burin.
La première gravure indépendante de Lucas Kilian montre l'influence des Pays-Bas. Il s'agit d'une grande vue de la Fontaine Augustus à Augsbourg. Ses principaux ouvrages sont : une Résurrection d'après Paul Véronèse ; la Multiplication des pains, d'après le Tintoret ; un Christ mort, d'après Michel-Ange ; deux Adorations der bergers, l'une d'après Palma le Vieux, et l'autre d'après Hans Rottenhammer. Il grave aussi un grand nombre de portraits estimés, dont les principaux sont ceux de Gustave II Adolphe, roi de Suède ; de Marie-Eléonore, reine de Suède ; de Frédéric, prince de Nassau ; de Nicolas Christophe, prince de Radziwiłł ; celui d'Albrecht Dürer, etc.
- Étude pour l'encadrement du Portrait de l'électeur Christian II de Saxe, plume, encre noire et lavis d'encre de Chine, 0,264 x 0,194 m, Paris, Beaux-Arts de Paris, inv.n°Mas 1364[8],[9].
- Étude pour l'encadrement du Portrait de prince-évêque de Wurtzbourg, Philipp Adolf von Ehrenberg, plume, encre noire, gouaches bleue et blanche, 0,247 x 0,170 m, Paris, Beaux-Arts de Paris, inv. n° o.1588[10],[11].